# イリヤ・ネストロフスキ
イリヤ・ネストロフスキ（Ilija Nestorovski, 1990年3月12日 - ）は、北マケドニア・プリレプ出身のサッカー選手。アスコリ・カルチョ1898 FC所属。ポジションはFW。マケドニア代表。

## 経歴

### クラブ
2000年に地元のFKポベダ・プリレプでキャリアを開始。2006年にトップチームデビューし、2009-10シーズンには15試合で10得点をマークした。その後チェコとマケドニアのクラブを経て、2013年にクロアチア2部のNKインテル・ザプレシッチへ移籍。移籍2年目の2014-15シーズンには24得点を挙げて昇格に貢献すると、翌2015-16シーズンには25得点を記録しプルヴァHNL得点王に輝いた。
インテル・ザプレシッチでの2015-16シーズン途中、シーズン終了後にイタリア・セリエA・USチッタ・ディ・パレルモへ50万ユーロで移籍することが決定した。
2019年7月26日、ウディネーゼ・カルチョと3年契約を締結した。
2023年8月29日、アスコリ・カルチョ1898 FCに2年契約で移籍した。

### 代表
UEFA U-21欧州選手権2013に北マケドニア代表として招集され全試合に出場した。
2015年10月9日に行われたUEFA EURO 2016予選のウクライナ戦でフル代表デビューを果たした。
2021年3月のリヒテンシュタイン代表戦でテレビカメラに向かって暴言を吐いたとして、A代表を追放されたが、2023年3月24日のEURO予選で復帰した。

## 所属クラブ
- FKポベダ・プリレプ 2006-2010
- 1.FCスロヴァーツコ 2010-2013

→ FKヴィクトリア・ジシュコフ 2011-2012 (loan)
→ FKメタルルグ・スコピエ 2012-2013 (loan)
- NKインテル・ザプレシッチ 2013-2016
- USチッタ・ディ・パレルモ 2016-2019
- ウディネーゼ・カルチョ 2019-2023
- アスコリ・カルチョ1898 FC 2023-

## タイトル

### クラブ
インテル・ザプレシッチ
- ドルガHNL ： 2014-15

### 個人
- プルヴァHNL得点王 ： 2015-16